# One More Chance (bài hát của Michael Jackson)
"One More Chance" là một bài hát của ca sĩ người Mỹ Michael Jackson. Nó được sáng tác bởi R. Kelly và đồng sản xuất bởi Jackson và Kelly cho album tổng hợp của Jackson Number Ones, phát hành năm 2003. Ca khúc này sau đó đã được đưa vào các phiên bản ở Úc, Pháp, Thụy Điển và Indonesia của album King of Pop và ấn phẩm giới hạn ở Nhật Bản của box set The Ultimate Collection.
Phát hành vào ngày 20 tháng 11 năm 2003, "One More Chance" là bài hát gốc cuối cùng mà nam ca sĩ phát hành khi còn sống. Nó nhận được những tiếp nhận tích cực từ các nhà phê bình âm nhạc và lọt vào top 10 bảng xếp hạng ở Ý và Vương quốc Anh. Bài hát cũng lọt vào top 30 ở Đức, Hà Lan, Thụy Sĩ, và đạt vị trí thức 83 trên Billboard Hot 100 của Mỹ.

## Video ca nhạc
Doanh trại Neverland Ranch của Michael Jackson bị khám xét đột ngột bởi Văn phòng County Sheriff ở Santa Barbara, nhằm điều tra những cáo buộc lạm dụng tình dục trẻ em liên quan đến ông, mà kết quả của phiên tòa hình sự năm 2005 sau đó tuyên bố trắng án cho Jackson trên tất cả các tội danh. Jackson đã quay video vào đêm ngày 17 tháng 11 năm 2003, nhưng sau các cuộc công kích, việc sản xuất đã được ngừng lại. Video được đạo diễn bởi Nicholas Brandt. Thay vào video bị hủy, một video được phát hành để quảng bá đĩa đơn bao gồm những hình ảnh nổi bật từ trước đến nay trong sự nghiệp đỉnh cao của Jackson.
Ngày 13 tháng 10 năm 2010, trên trang web chính thức của Michael Jackson đã thông báo rằng video ca nhạc cho "One More Chance" sẽ được phát hành trong một bộ DVD boxset đặc biệt Michael Jackson's Vision vào ngày 22 tháng 11 năm 2010. Một đoạn cắt từ video dài 2 phút đã bị rò rỉ trên mạng vào ngày 15. Ngày 19 tháng 11, toàn bộ video được đăng tải trên trang web chính thức của Jackson. Giống như bài hát là bài hát gốc cuối cùng mà Jackson phát hành lúc còn sống, video ca nhạc cũng là video cuối cùng mà ông thực hiện cũng như là lần đầu tiên những cảnh phim mới được phát hành sau khi ông mất. Video bắt đầu với một nhóm người đi quanh trên sân khấu. Bức màn được mở ra với khung cảnh một quán cà phê mà Jackson bắt đầu hát và nhảy trước đám đông.

## Danh sách ca khúc
| Đĩa 12" tại Mỹ - A1 "One More Chance" (Metro Remix) – 3:50 - A2 "One More Chance" (Paul Oakenfold Urban Mix) – 3:37 - B1 "One More Chance" (Paul Oakenfold Mix) – 3:50 - B2 "One More Chance" (Ron G Club Remix) – 4:00 - B3 "One More Chance" (album) – 3:50 Đĩa CD maxi tại Mỹ - 1 "One More Chance" (album) – 3:50 - 2 "One More Chance" (Paul Oakenfold Mix) – 3:50 - 3 "One More Chance" (Metro Remix) – 3:50 - 4 "One More Chance" (Ron G Club Remix) – 4:00 - 5 "One More Chance" (Paul Oakenfold Urban Mix) – 3:37 Đĩa 12" promo tại Mỹ - A1 "One More Chance" (album) – 3:50 - A2 "One More Chance" (R. Kelly Remix) – 3:50 - A3 "One More Chance" (Ron G Club Remix) – 4:00 - B1 "One More Chance" (Paul Oakenfold Urban Mix) – 3:37 - B2 "One More Chance" (Paul Oakenfold Mix) – 3:50 - B3 "One More Chance" (Night & Day R&B Mix) – 3:36 Đĩa CD tại Canada - 1 "One More Chance" (album) – 3:50 - 2 "One More Chance" (Ron G. Rhythmic Mix) – 3:50 - 3 "One More Chance" (Paul Oakenfold Pop Mix) – 3:45 Đĩa CD maxi tại châu Âu - 1 "One More Chance" (album) – 3:50 - 2 "One More Chance" (Paul Oakenfold Mix) – 3:50 - 3 "One More Chance" (Metro Remix) – 3:50 - 4 "One More Chance" (Ron G Club Remix) – 4:00 Đĩa CD promo tại châu Âu - 1 "One More Chance" – 3:50 | Đĩa CD tại Vương quốc Anh (CD1) - 1 "One More Chance" (album) – 3:50 - 2 "One More Chance" (Paul Oakenfold Urban Mix) – 3:37 Đĩa CD tại Vương quốc Anh (CD2) - 1 "One More Chance" (album) – 3:50 - 2 "One More Chance" (Paul Oakenfold Mix) – 3:50 - 3 "One More Chance" (Metro Remix) – 3:50 - 4 "One More Chance" (Ron G Club Remix) – 4:00 Đĩa 12" promo tại Vương quốc Anh - A1 "One More Chance" (Paul Oakenfold Urban Mix) – 3:37 - B1 "One More Chance" (Ron G Club Remix) – 4:00 - B2 "One More Chance" (album) – 3:50 Đĩa 12" tại Vương quốc Anh - A1 "One More Chance" (Metro Remix) – 3:50 - A2 "One More Chance" (Paul Oakenfold Urban Mix) – 3:37 - B1 "One More Chance" (Paul Oakenfold Mix) – 3:50 - B2 "One More Chance" (Ron G Club Remix) – 4:00 - B3 "One More Chance" (album version) – 3:50 Đĩa hình 12" giới hạn tại Vương quốc Anh - A "One More Chance" (album) – 3:50 - B "Billie Jean" (album) – 4:54 Đĩa CD mini tại Đức - 1 "One More Chance" (album) – 3:50 - 2 "Ben" (bản live 2003 chỉnh sửa) – 2:45 |

## Xếp hạng
| Bảng xếp hạng (2003)          | Vị trí cao nhất |
| ----------------------------- | --------------- |
| Áo (Ö3 Austria Top 40)        | 58              |
| Bỉ (Ultratop 50 Flanders)     | 30              |
| Bỉ (Ultratop 50 Wallonia)     | 37              |
| Pháp (SNEP)                   | 44              |
| Đức (GfK)                     | 29              |
| Ireland (IRMA)                | 21              |
| Ý (FIMI)                      | 7               |
| Hà Lan (Dutch Top 40)         | 28              |
| Tây Ban Nha (PROMUSICAE)      | 7               |
| Thụy Sĩ (Schweizer Hitparade) | 24              |
| Anh Quốc (OCC)                | 5               |
| Hoa Kỳ Billboard Hot 100      | 83              |